# Marathon van Utrecht 2011
De Jaarbeurs Utrecht Marathon 2011 vond plaats op maandag 25 april 2011 in Utrecht. De start en finish waren bij de Jaarbeurs voor het Beatrixgebouw op de Croeselaan.
Bij de mannen werd de wedstrijd gewonnen door de Nederlander Michel Butter met een tijd van 2:17.36. In de laatste kilometer haalde hij de Keniaan Mutai Kipkorir in, die zich na 31 km had losgelopen. Achter Butter eindigde zijn landgenoot Olfert Molenhuis als derde in 2:18.21. Bij de vrouwen werd de marathon gewonnen door de Nederlandse Pauline Claessen met een tijd van 2:56.22. Claessen won onverwacht deze wedstrijd, doordat de favoriete Mariska Kramer, lopend op een schema van 2:34.00, genoodzaakt was om uit de wedstrijd te stappen. Er deden ruim 1000 lopers mee aan de marathon afstand.
Voorafgaand aan de marathon was er tumult over het prijzengeld, aangezien de organisatoren ervoor kozen het geld onder de Nederlanders te verdelen. Vooral vanuit Kenia kwamen er boze reacties. Voor de snelste Nederlander viel er 10.000 euro te verdienen. De buitenlanders kregen geen startgeld en zouden bij een overwinning slechts 100 euro kunnen verdienen. De organisatie hoopte hiermee de Nederlandse atleten een stimulans te geven.
Naast de hele afstand, werd er ook gelopen over de 5 km, 10 km, halve marathon en werden verschillende kinderlopen gehouden.
Onder de deelnemers van de halve marathon liep ook oud-schaatser Erben Wennemars, die de wedstrijd in 1:26.33 voltooide.

## Uitslagen

### Marathon

#### Mannen
| rang   | naam             | land | tijd    |
| ------ | ---------------- | ---- | ------- |
| Goud   | Michel Butter    | NED  | 2:17.36 |
| Zilver | Mutai Kipkorir   | KEN  | 2:18.10 |
| Brons  | Olfert Molenhuis | NED  | 2:18.21 |
| 4      | Rens Dekkers     | NED  | 2:19.44 |
| 5      | Jeroen Veldhuis  | NED  | 2:24.53 |

#### Vrouwen
| rang   | naam                   | land | tijd    |
| ------ | ---------------------- | ---- | ------- |
| Goud   | Pauline Claessen       | NED  | 2:56.22 |
| Zilver | Marka van Blitterswijk | NED  | 2:59.57 |
| Brons  | Polly Nkambi           | NED  | 3:02.37 |
| 4      | Agnes Hijman           | NED  | 3:03.35 |
| 5      | Ange Dammen            | BEL  | 3:09.47 |

### Dutch Marathon Battle
| rang   | naam             | land | tijd    |
| ------ | ---------------- | ---- | ------- |
| Goud   | Michel Butter    | NED  | 2:17.36 |
| Zilver | Olfert Molenhuis | NED  | 2:18.21 |
| Brons  | Rens Dekkers     | NED  | 2:19.44 |

### Halve marathon

#### Mannen
| rang   | naam                 | land | tijd    |
| ------ | -------------------- | ---- | ------- |
| Goud   | Stijn Fincioen       | BEL  | 1:06.52 |
| Zilver | Stefan Van Den Broek | BEL  | 1:07.52 |
| Brons  | Jarno Miltenburg     | NED  | 1:12.58 |
| 4      | Rick Hartogs         | NED  | 1:13.53 |
| 5      | Thijmen Schouten     | NED  | 1:14.00 |

#### Vrouwen
| rang   | naam               | land | tijd    |
| ------ | ------------------ | ---- | ------- |
| Goud   | Nadezhda Wijenberg | NED  | 1:20.11 |
| Zilver | Nina Bakker        | NED  | 1:26.44 |
| Brons  | Patricia Schreurs  | NED  | 1:27.32 |
| 4      | Rina Zijgers       | NED  | 1:30.02 |
| 5      | Christine Wong     | NED  | 1:32.17 |

1978 · 
1979 · 
1980 · 
1981 · 
1982 · 
1983 · 
1984 · 
1985 · 
1986 · 
1987 · 
1988 · 
1989 · 
1990 · 
1991 · 
1992 · 
1993 · 
1994 · 
1995 · 
1996 · 
1997 · 
1998 · 
1999 · 
2000 · 
2001 · 
2002 · 
2003 · 
2004 · 
2005 · 
2006 · 
2007 · 
2008 · 
2009 · 
2010 ·
2011 ·
2012